# Warren R. Davis
Warren Ransom Davis (* 8. Mai 1793 in Columbia,  South Carolina; † 29. Januar 1835 in Washington, D.C.) war ein US-amerikanischer Politiker. Zwischen 1827 und 1835 vertrat er den Bundesstaat South Carolina im US-Repräsentantenhaus.

## Werdegang
Nach der Grundschule besuchte Warren Davis bis 1810 das South Carolina College in Columbia, aus der später die University of South Carolina hervorging. Nach einem anschließenden Jurastudium und seiner im Jahr 1814 erfolgten Zulassung als Rechtsanwalt begann er in Pendleton in seinem neuen Beruf zu praktizieren. Zwischen 1818 und 1824 war er Staatsanwalt im westlichen Gerichtsbezirk von South Carolina.
In den 1820er Jahren schloss sich Davis der Bewegung um den späteren Präsidenten Andrew Jackson an und wurde dann Mitglied der von diesem 1828 gegründeten Demokratischen Partei. 1826 wurde er im sechsten Wahlbezirk von South Carolina in das US-Repräsentantenhaus in Washington, D.C. gewählt, wo er am 4. März 1827 die Nachfolge von John Wilson antrat. Nach mehreren Wiederwahlen konnte er bis zu seinem Tod am 29. Januar 1835 im Kongress verbleiben.
Seit etwa 1830 schloss sich Davis der von John C. Calhoun angeführten Nullifier-Fraktion an, für die er bei den folgenden Wahlen in den Kongress gewählt wurde. Damit ging er in Opposition zu Präsident Jackson. Während der Nullifikationskrise unterstützte Davis den Staat South Carolina in dessen Bestreben, Bundesgesetze für sein Staatsgebiet außer Kraft zu setzen. Weitere Diskussionspunkte im Kongress waren die Durchführung des umstrittenen Indian Removal Act und die Bankenpolitik von Präsident Jackson. Zwischen 1831 und 1833 war Davis Vorsitzender des Rechtsausschusses. Er wurde auf dem Kongressfriedhof in Washington beigesetzt.